# Strażnica KOP „Morozowicze”

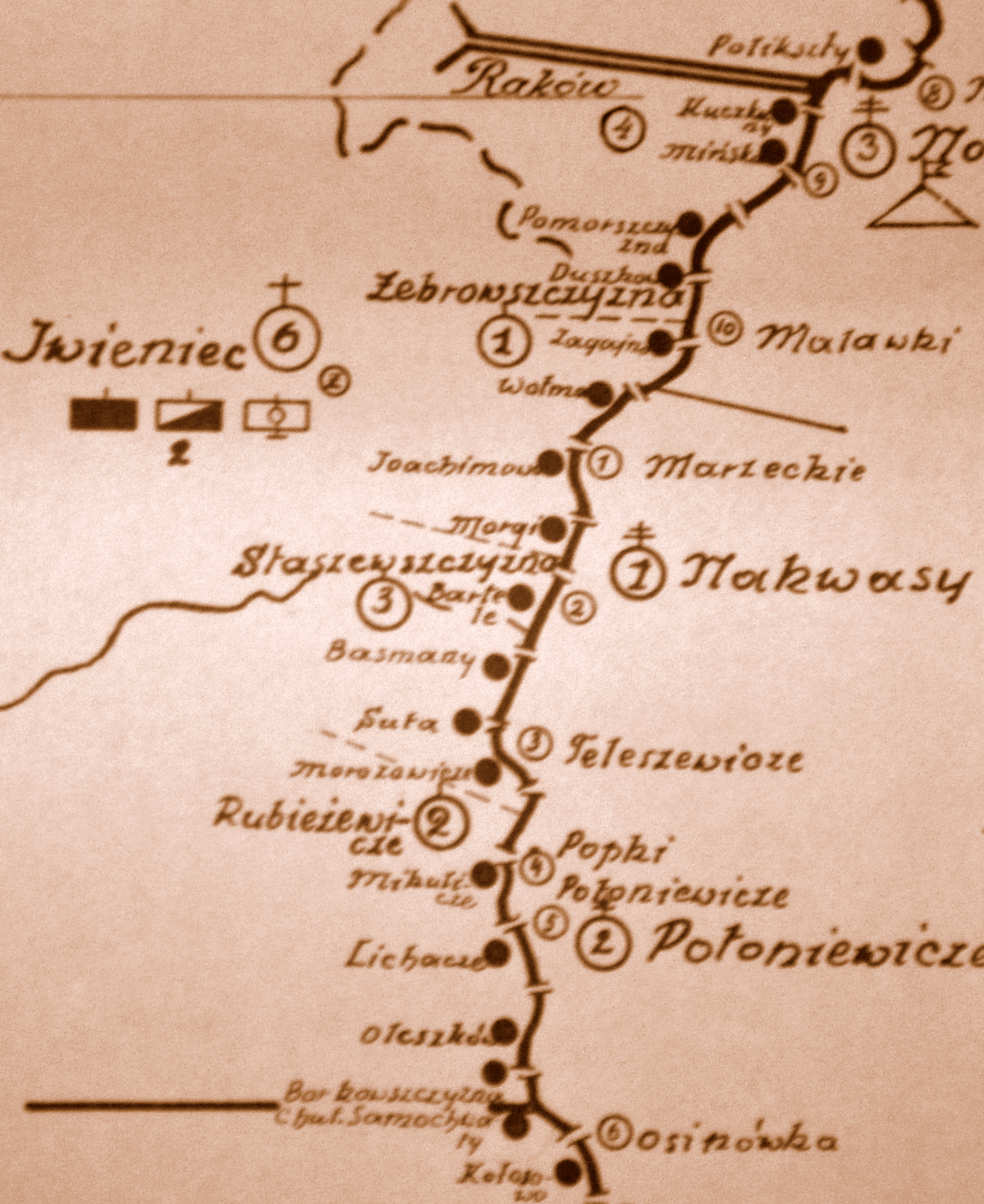
Rozmieszczenie batalionu KOP „Iwieniec” w 1931

Strażnica KOP „Morozowicze” – zasadnicza jednostka organizacyjna Korpusu Ochrony Pogranicza pełniąca służbę ochronną na granicy polsko-sowieckiej.

## Formowanie i zmiany organizacyjne
W 1924, w składzie 2 Brygady Ochrony Pogranicza, został sformowany 8 batalion graniczny. W 1928 w skład batalionu wchodziło 13 strażnic. Strażnica KOP „Morozowicze” w latach 1928 – 1939 znajdowała się w strukturze 3 kompanii KOP „Stasiewszczyzna”  batalionu KOP „Iwieniec”. Strażnica liczyła około 18 żołnierzy i rozmieszczona była przy linii granicznej z zadaniem bezpośredniej ochrony granicy państwowej.
W 1930 strażnicy nadano imię por. Piotra Wysockiego.
W 1932 obsada strażnicy zakwaterowana była w budynku popolicyjnym. Strażnicę z macierzystą kompanią łączyła droga polna długości 8,50 km.

## Służba graniczna
Podstawową jednostką taktyczną Korpusu Ochrony Pogranicza przeznaczoną do pełnienia służby ochronnej był batalion graniczny. Odcinek batalionu dzielił się na pododcinki kompanii, a te z kolei na pododcinki strażnic, które były „zasadniczymi jednostkami pełniącymi służbę ochronną”, w sile półplutonu. Służba ochronna pełniona była systemem zmiennym, polegającym na stałym patrolowaniu strefy nadgranicznej, wystawianiu posterunków alarmowych, obserwacyjnych i kontrolnych stałych, patrolowaniu i organizowaniu zasadzek w miejscach rozpoznanych jako niebezpieczne, kontrolowaniu dokumentów i zatrzymywaniu osób podejrzanych, a także utrzymywaniu ścisłej łączności między oddziałami i władzami administracyjnymi. Strażnice KOP stanowiły pierwszy rzut ugrupowania kordonowego Korpusu Ochrony Pogranicza.
Strażnica KOP „Morozowicze” w 1932 ochraniała pododcinek granicy państwowej szerokości 3 kilometrów 608 metrów od słupa granicznego nr 719 do 725, a w 1938 pododcinek szerokości 4 kilometrów 556 metrów od słupa granicznego nr 718 do 726.
Sąsiednie strażnice:
- strażnica KOP „Suła” ⇔ strażnica KOP „Mikulicze” – 1928[2], 1929[3], 1931[4] , 1932[5]
- strażnica KOP „Basmany” ⇔ strażnica KOP „Rubieżewicze” – 1934[6], 1938[7]

## Walka o strażnicę w 1939
17 września 1939 strażnicę atakowali pogranicznicy z 16 oddziału ochrony pogranicza NKWD. Załoga stawiła krótkotrwały opór. Do 5:00 strażnica została zdobyta.

## Dowódcy strażnicy
- sierż. Adam Szwaczko (był 30 VII 1936)[15]